# Куаньи, Огюстен-Габриель де Франкето
Огюстен-Габриель де Франкето (фр. Augustin-Gabriel de Franquetot; 23 августа 1740 — 6 января 1818), граф де Куаньи — французский военный деятель.

## Биография
Второй сын Жана-Антуана-Франсуа де Франкето, маркиза де Куаньи, и Мари-Терезы-Жозефы-Корантины де Неве, брат маршала Франции Мари-Франсуа-Анри де Куаньи.
Второй кампмейстер-лейтенант полка генерал-кампмейстера драгун (22.03.1758).
Кампмейстер Бурбонского кавалерийского полка (1761), полковник драгунского полка своего имени (1763) и королевского легиона (1765). Бригадир драгун (20.04.1786), лагерный маршал (1.03.1780).
2 февраля 1786 пожалован в рыцари орденов короля.
Придворный мадам Элизабет, сестры Людовика XVI.
Ему был обещан чин генерал-лейтенанта (с 1 января 1801). Получил этот чин в 1814 году при Первой реставрации.
Граф сочинял небольшие изящные рассказы в стихах и прозе, был приятным чтецом и оставил рукопись об итальянских кампаниях 1733 и 1734 годов.

## Семья
- Жена (18.03.1767): Анна-Жозефа-Мишель де Руасси (ум. 23.10.1775), дочь Шарля-Мишеля де Руасси, генерального сборщика финансов Генералитета Бордо, и Жюстин Нюг
- Дочь — Анн-Франсуаза-Эме (12.10.1769—17.01.1820). Муж 1) (6.06.1785; контракт 5.12.1784; развод 7.05.1793): Андре-Эркюль-Мари-Луи де Россе (1770—1810), герцог де Флёри; 2) (1794, развод 28.03.1802): граф Казимир де Монтрон (1769—1843)